# Żezoń reglowiec
Żezoń reglowiec (Othius lapidicola) – gatunek chrząszcza z rodziny kusakowatych i podrodziny kusaków. Występuje w zachodniej części palearktycznej Eurazji.

## Taksonomia
Gatunek ten opisany został po raz pierwszy w 1848 roku przez Johanna Christiana Friedricha Märkela i Ernsta Hellmutha von Kiesenwettera. Jako lokalizację typową wskazano Alpy w Karyntii.

## Morfologia
Chrząszcz o wydłużonym ciele długości od 5,5 do 7 mm. Głowa jest krępa, rozszerzona ku tyłowi, pokryta mikrorzeźbą w postaci poprzecznego kreskowania, czarna z żółtobrunatnymi głaszczkami i czułkami. Silne, zakrzywione żuwaczki mają bruzdę na krawędzi zewnętrznej. Warga górna ma na przedniej krawędzi głębokie, szczelinowate wcięcie. Czułki mają człon trzeci co najwyżej nieco dłuższy niż poprzedni, a człon przedostatni co najmniej o połowę szerszy niż dłuższy. Przedplecze jest nieco tylko szersze od głowy, barwy jasnobrunatnej do smolistobrunatnej. Na powierzchni przedplecza widoczna jest wyraźna mikrorzeźba oraz szeregi punktów grzbietowych, w których punkt drugi leży bliżej przedniego brzegu przedplecza niż trzeci. Pokrywy są nie dłuższe od głowy, żółtobrunatne. Skrzydła tylnej pary są w pełni wykształcone. Odnóża są żółtobrunatnie ubarwione. Przednia ich para ma stopy o rozszerzonych członach, u samców mocniej niż u samic. Smolistoczarny odwłok ma wąską obwódkę błoniastą na tylnym brzegu piątego tergitu.

## Ekologia i występowanie
Owad o borealno-górskim typie rozsiedlenia. Preferuje lasy, zwłaszcza piętro regla górnego, ale zamieszkuje też piętro subalpejskie i alpejskie. W lasach zasiedla ściółkę, płaty mchu, stare pniaki, próchnowiska i murszejące drewno. Powyżej górnej granicy lasu bytuje w próchniczej glebie, pod kamieniami i wśród korzeni roślin.
Gatunek palearktyczny, znany z Wielkiej Brytanii, Portugalii, Hiszpanii, Francji, Niemiec, Szwajcarii, Austrii, Szwecji, Norwegii, Finlandii, Polski, Czech, Słowacji, Węgier, Rumunii, Bułgarii, Słowenii, Chorwacji, Bośni i Hercegowiny, Serbii, Czarnogóry, Albanii, Macedonii Północnej, Grecji, europejskiej części Rosji, europejskiej i azjatyckiej części Turcji, Gruzji i Armenii. W Polsce podawany jest z Karkonoszy, Gór Bystrzyckich, Masywu Śnieżnika, Tatr, Beskidu Śląskiego, Beskidu Żywieckiego, Beskidu Sądeckiego, Gór Sanocko-Turczańskich, Wyżyny Krakowsko-Częstochowskiej, Kotliny Kargowskiej, Puszczy Piskiej i Puszczy Boreckiej.